# Travis Kalanick
Travis Cordell Kalanick (* 6. srpna 1976 Los Angeles) je americký podnikatel, spoluzakladatel a bývalý výkonný ředitel společnosti Uber. Dříve pracoval pro společnost Scour, která se zabývala aplikacemi pro sdílení souborů peer-to-peer. Byl spoluzakladatelem společnosti Red Swoosh, která byla v roce 2007 prodána společnosti Akamai Technologies.

## Životopis
Narodil se 6. srpna roku 1976 a vyrůstal ve čtvrti Northridge v Los Angeles. Má vídeňské, ruské, slovenské a české předky. Jeho prarodiče byli Židé a křesťané. Má dvě nevlastní sestry, z nichž jedna je matkou herečky Allisyn Ashley Arm. Má jednoho bratra, který pracuje jako hasič.
Na střední škole se účastnil podomního prodeje. Se svými spolužáky se věnoval založení vlastní firmy. Studoval Kalifornskou univerzitu v Los Angeles, ale studium přerušil a odešel pracovat do společnosti Scour.
Po odchodu ze školy se začal věnovat investicím. V roce 2001 byl jedním ze spoluzakladatelů společnosti Red Swoosh. Ta byla v roce 2007 prodána společnosti Akamai Technologies.
V letech 2010 až 2017 byl generálním ředitelem společnosti Uber. Ze společnosti odstoupil v roce 2017 po rostoucím tlaku vyplývajícím z veřejných zpráv o neetické firemní kultuře společnosti, včetně obvinění z neřešení sexuálního obtěžování ve společnosti. Své místo v představenstvu společnosti si ponechal až do 31. prosince roku 2019, kdy na něj rezignoval. V roce 2017 se umístil na 238. místě žebříčku Forbes 400 nejbohatších Američanů s čistým jměním 2,6 miliardy dolarů.
V roce 2018 založil rizikový fond s názvem 10100, který má investovat do elektronického obchodu, inovací a nemovitostí na rozvíjejících se trzích, jako je Čína a Indie. V témže roce oznámil investici ve výši téměř 150 milionů dolarů do společnosti City Storage Systems, která se zabývá přestavbou nemovitostí. Oznámil, že se stane jejím generálním ředitelem.

## Osobní život
Mezi lety 2014 až 2016 byl ve vztahu s podnikatelkou Gabi Holzwarthovou. Obvinovala ho z misogynního chování a z psychického nátlaku. Naopak jej ocenila za to, že jí pomohl zotavit se z poruch příjmu potravy.
Bývá označován za vášnivého libertariána a fanouška spisovatelky Ayn Randové. Dlouhodobě podporuje Obamacare.
Vlastní milionové domy v New Yorku a v Los Angeles. Předtím vlastnil pozemky v San Franciscu.
V roce 2022 ho v seriálu Super Pumped: Válka o Uber ztvárnil herec Joseph Gordon-Levitt.